# آتشفشان مرکب

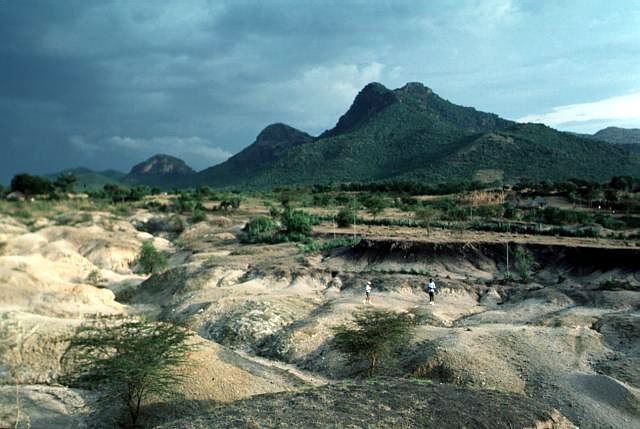
کوه هما، کنیا در سال ۱۹۹۴

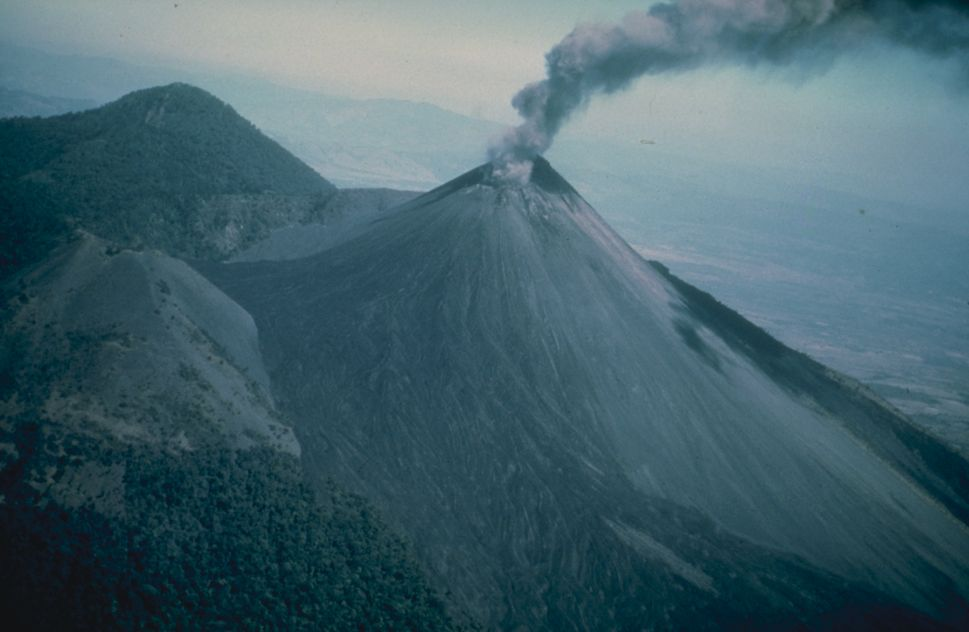
فوران آتشفشان پاکایا، گواتمالا در سال ۱۹۷۶

آتشفشان مرکب به زمین‌چهرهای مرکب و مختلط آتشفشانی گفته می‌شود که از مراکز آتشفشانی و جریان‌های گدازه مرتبط با آن و سنگ‌های آذرآواری تشکیل شده‌است. این نوع زمین‌چهرها ممکن است بر اثر تغییر در ویژگی‌های فوران آتشفشانی یا در محل دهانه اصلی در یک آتشفشان خاص پدید آیند. آتشفشان‌های چینه‌ای نیز ممکن است کاسه آتشفشانی بزرگ‌تری پدیدآورند که توسط یک گنبد گدازه‌ای پر می‌شود، یا اشکل چندگانه کوچک دیگری مانند مخروط اخگری، گنبد گدازه و دهانه آتشفشانی نیز ممکن است در لبه دهانه آتشفشان ایجاد شود.
آتشفشان مرکب اگرچه یک نوع نسبتاً غیر معمول آتشفشان است، ولی گستردگی آن در جهان و در تاریخ زمین‌شناختی زمین زیاد است. توف‌های دگرگون‌شده حاصل از جریان خاکستر آتشفشانی در سنگ‌های پرکامبرین در شمال نیومکزیکو فراوان است که نشان می‌دهد که کاسه‌های آتشفشانی مرکب در بسیاری از دوره‌های تاریخ زمین مهم بوده‌اند. پارک ملی یلواستون نیز بر روی سه کاسه‌های آتشفشانی مرکب نیمه‌پوشیده قرار دارد.